# Sport am Sonntag (ORF)
Sport am Sonntag ist eine Sportsendung des Österreichischen Rundfunks (ORF), die wöchentlich aus dem  ORF-Sportstudio in Wien oder manchmal auch vor Ort von Sportereignissen gesendet wird.
Seine Sendezeit widmet das Magazin hauptsächlich aktuellen Themen aus der österreichischen Sportwelt. Hauptaugenmerk liegt hierbei auf Berichten und Interviews aus den heimischen Hauptsportarten wie Fußball oder Skisport, dennoch werden auch Beiträge über Randsportarten gesendet.

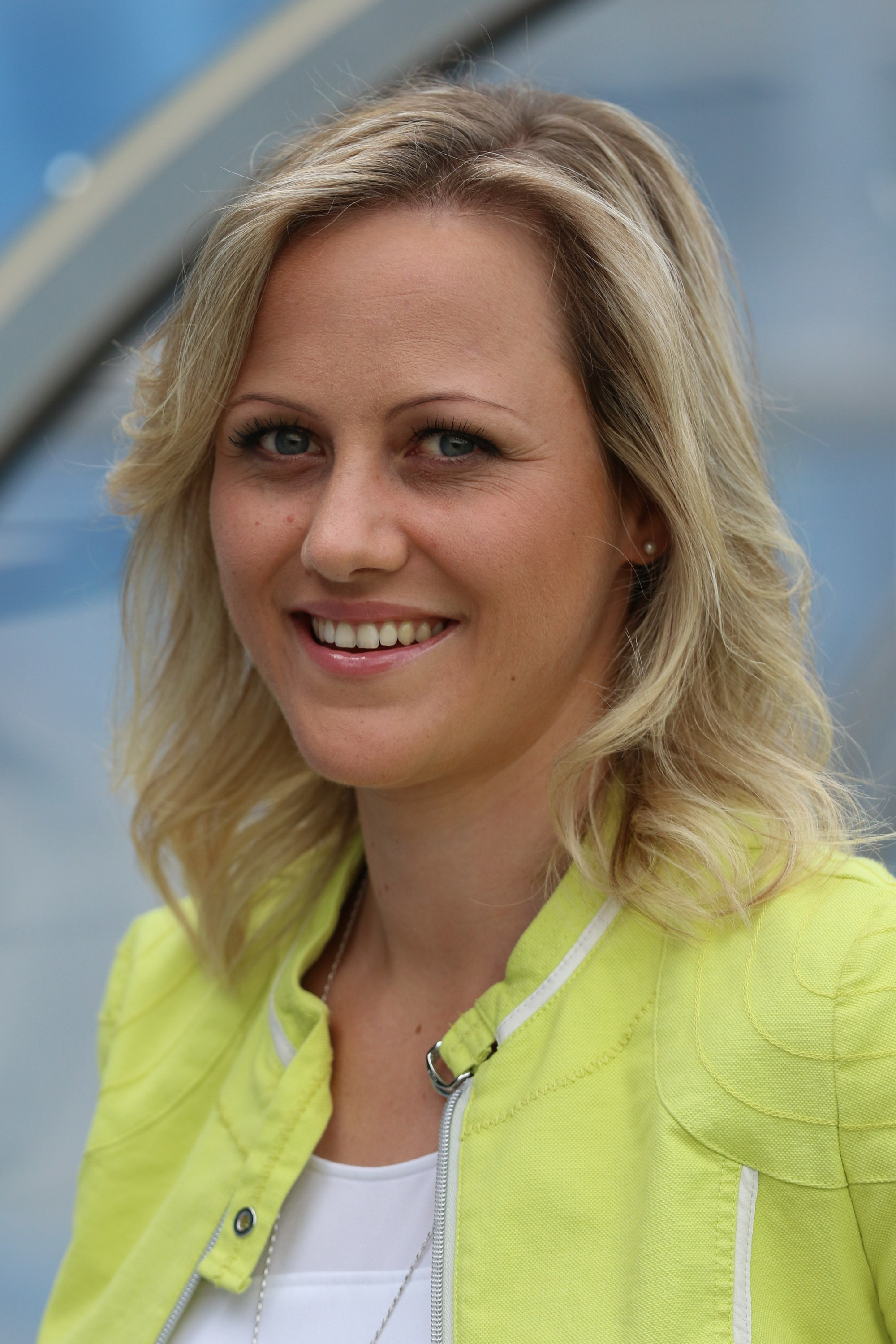
Die erste Moderatorin in der Geschichte der Sendung: Alina Zellhofer

Moderatoren der Sendung sind entweder Boris Kastner-Jirka, Rainer Pariasek, Oliver Polzer und Alina Zellhofer. Seit Februar 2020 ist außerdem Karoline Rath-Zobernig Teil des Moderatorenteams.
Ehemalige Moderatoren waren Elmar Oberhauser, der unter anderem die erste Sendung 1996 präsentierte, Erich Götzinger, Michael Knöppel, Wolfram Pirchner, Ernst Hausleitner und Bernhard Stöhr.
Wenn am Wochenende in der Fußball-Bundesliga gespielt wird, wird um 18.00 Uhr "Sport am Sonntag" gesendet. Anschließend folgt um 19.15 Uhr die Sendung Fußball, in der ausführliche Zusammenfassungen der Sonntagsspiele der österreichischen Bundesliga gezeigt werden.